# Xã Richland, Quận Allegheny, Pennsylvania
Xã Richland (tiếng Anh: Richland Township) là một xã thuộc quận Allegheny, tiểu bang Pennsylvania, Hoa Kỳ. Năm 2010, dân số của xã này là 11.100 người.